# Тируванантапурам
Тируванантапурам (на малаялам: തിരുവനന്തപുരം, широко известен със старото си име Тривандрам) e град в Индия, столица на щата Керала, който се намира в най-югозападната част на страната.
Градът е с население от 752 490 (2011 г.), което го прави най-населеният град в щата. Намира се на 10 m н.в. в часова зона UTC+5:30. Средната температура през годината е около 27 °C. Площта му е 214,86 km². Има брегова ивица от 78 km.